# Meleci Pegues
Meleci Pegues (grec: Μελέτιος Πηγάς) va ser Patriarca Ortodox d'Alexandria de l'any 1590 al 1601. Simultàniament, els anys 1597 i 1598 va fer les funcions de patriarca de Constantinoble, com a locum tenens (‘substitut’) en uns moments difícils.
Va néixer a Càndia, a l'illa de Creta (o Regne de Càndia, ja que es trobava sota dominació de Venècia) en el si d'una família benestant. Va tenir una bona educació i va ampliar els seus estudis a la Universitat de Patavium (Pàdua). Va ser protosincel·le de Silvestre, patriarca d'Alexandria (1566-1590), al que va succeir. Era contrari a la unió de les esglésies catòlica i ortodoxa, encara que buscava la manera d'unir l'Església Ortodoxa amb l'Església Copta.
Va aconseguir de reduir els deutes del patriarcat amb el sultà i es va oposar al proselitisme que feien els jesuïtes als cristians ortodoxos d'Egipte. Va prendre part a les reunions del Sínode de l'any 1593 a Constantinoble, on es va ratificar l'establiment del Patriarca de Moscou.
Va morir als 52 anys el 1601. L'Església Ortodoxa el considera sant i celebra la seva festa el dia 13 de setembre.